# Бощян Цесар
Бощян Цесар (на словенски: Boštjan Cesar) е словенски футболист, защитник, настоящ играч на Киево и капитан на националния отбор на Словения.

## Кариера

### Клубна кариера
Юноша е на Динамо Загреб и дебютира през 2000 г. Пет години по-късно е продаден на Олимпик Марсилия. Сезон 2007/08 прекарва под наем в Уест Бромич. През 2009 преминава в Гренобъл, където изнася редица силни мачове, в резултат на което през 2010 година е трансфериран в Киево.

### Национален отбор
Дебютира за националния отбор в приятелски мач срещу Швейцария, игран на 12 февруари 2003 г. Отбелязва първия си гол в световна квалификация срещу Италия на 9 октомври 2004 година.
На 15 ноември 2014 година записва мач номер 81, с което подобрява рекорда на Златко Захович за най-много мачове с националната фланелка.

## Успехи
Динамо Загреб
- Шампион на Хърватия (1): 2002/03
- Носител на Купата на Хърватия (2): 2001/02, 2003/04
- Носител на Суперкупата на Хърватия (2): 2002, 2003

 Олимпик Марсилия
- Финалист за Купата на Франция (1): 2006
- Носител на Купата на Интертото (1): 2006

 Уест Бромич
- Победител в Чемпиъншип (1): 2007/08